# Pokrowka (Primorje, Oktjabrski)
Pokrowka (russisch Покро́вка) ist ein Dorf (selo) in der Region Primorje (Russland) mit 8687 Einwohnern (Stand 1. Oktober 2021).

## Geographie
Die Siedlung liegt knapp 100 km Luftlinie nordnordwestlich der Regionshauptstadt Wladiwostok und 30 km nordwestlich von Ussurijsk am linken Ufer des Flusses Rasdolnaja (im Oberlauf auf dem Territorium der Volksrepublik China: Suifun).
Pokrowka ist Verwaltungszentrum des Rajons Oktjabrski.

## Geschichte
Das Dorf wurde 1880 von Umsiedlern aus dem Gebiet der heutigen Ukraine und dem Gouvernement Orenburg gegründet. 1886 entstand eine erste Kirche, wie das Dorf nach dem orthodoxen Feiertag Schutz und Fürbitte der Heiligen Muttergottes, russisch Pokrow, benannt.
Im Rahmen einer Verwaltungsreform wurde Pokrowka am 4. Januar 1926 Verwaltungszentrum eines Rajons, der zunächst nach dem Ort benannt war und von 1935 bis 1957 nach dem Politiker Wjatscheslaw Molotow Molotowski hieß, bevor er in Anlehnung an die Oktoberrevolution die heutige Bezeichnung erhielt.

### Bevölkerungsentwicklung
| Jahr | Einwohner |
| ---- | --------- |
| 1939 | 6.099     |
| 1959 | 4.831     |
| 1970 | 6.649     |
| 1979 | 9.823     |
| 1989 | 12.211    |
| 2002 | 10.873    |
| 2010 | 10.360    |
| 2021 | 8.687     |

Anmerkung: Volkszählungsdaten

## Wirtschaft und Infrastruktur
Pokrowka ist Zentrum eines Landwirtschaftsgebietes mit Anbau von Getreide, Futtermitteln, Soja, Kartoffeln und Gemüse sowie Viehzucht. Im Rajon gibt es Betriebe der Baustoffwirtschaft.
Die nächstgelegene Bahnstation befindet sich beim Dorf Galjonki knapp 20 km nordöstlich des Ortes an der Strecke, die von Ussurijsk an der Transsibirischen Eisenbahn über Pogranitschny (Station Grodekowo) nach China führt. Die von Verbindung Ussurijsk an der Fernstraße A370 nach China bedient auch die Regionalstraße 05A-215, von der ebenfalls in Galjonki die 05A-216 abzweigt, die über Pokrowka das linke Rasdolnaja-Ufer aufwärts bis ins grenznahe Dorf Nowogeorgijewka führt (Anschluss nach Dongning in China).